# مرگ کلئوپاترا
مرگ کلئوپاترا (انگلیسی: The Death of Cleopatra) که گاهی اوقات به سادگی و تنها با عنوان کلئوپاترا هم شناخته می‌شود، یک نقاشی مربوط به سال ۱۸۸۱ و طراحی شده توسط خوان لونا نقاش مشهور فیلیپینی است. این نقاشی در طول نمایشگاه ملی هنرهای زیبای مادرید به سال ۱۸۸۱ برندهٔ جایزهٔ دوم و مدال نقره گردید، مسابقهٔ نقاشی مادرید اولین نمایشگاه هنر لونا بود.